# Chỉ tố chủ đề
Chỉ tố chủ đề (tiếng Anh: topic marker) là một tiểu từ ngữ pháp (hoặc trợ từ) được sử dụng để đánh dấu chủ đề của câu. Nó hiện hữu ở trong nhiều ngôn ngữ như Tiếng Nhật, Tiếng Việt, Tiếng Hàn, Ngôn ngữ Lưu Cầu, Imonda, hay Tiếng Trung Cổ điển (ở mức độ có hạn). Chỉ tố chủ đề là một phương tiện để nhấn mạnh chủ đề, và hay gây khó khăn cho người mới học ngôn ngữ có nó (hay bị ngộ nhận là giống với động từ to be của Tiếng Anh), vì nhiều ngôn ngữ khác không hề có chỉ tổ chủ đề. 'Chủ đề được nhấn mạnh' không nhất thiết phải là chủ ngữ mà có thể mang vai trò khác.

## Tiếng Việt: thì
Trong Tiếng Việt, "thì" là một chỉ tố dùng để đánh dấu chủ đề (có thể là bất cứ thứ gì chứ không chỉ là danh từ làm chủ ngữ), và theo sau nó là phần "thuyết" (bình luận) nói một điều gì đó liên quan đến chủ đề.

### Ví dụ
Trong ví dụ sau, "bài hát này" là chủ đề của câu, "thì" là chỉ tố dùng để đánh dấu chủ đề, "lời" là chủ ngữ, và "rất hay" là vị ngữ. Chỉ tố "thì" có thể được tỉnh lược.
| Bài hát này                  | thì             | lời     | rất      | hay.    |
| chủ đề                       | [chỉ tố chủ đề] | chủ ngữ | trạng từ | tính từ |
| Lời của bài hát này rất hay. |                 |         |          |         |

## Tiếng Hàn: 는/은
Trong Tiếng Hàn, 는 (neun) và 은 (eun) có chức năng tương tự như chỉ tố chủ đề của Tiếng Nhật. 는 (Neun) được sử dụng sau các từ kết thúc bằng nguyên âm và 은 (eun) được sử dụng sau các từ kết thúc bằng phụ âm.

### Ví dụ
Trong ví dụ sau, "trường học" (tiếng Hàn: "학교"; Hanja: 學校; Romaja: hakkyo) là chủ ngữ, và nó được đánh dấu làm chủ đề. 
| 학교                          | 는              | 저기     | 에                 | 있다. |
| Hakkyo                        | neun            | jeogi    | e                  | itta. |
| trường học                    | [chỉ tố chủ đề] | đằng kia | LOC (định vị cách) | có.   |
| Trường học thì có ở đằng kia. |                 |          |                    |       |

## Tiếng Nhật: は
Chỉ tố chủ đề là một trong nhiều Trợ từ Tiếng Nhật. Nó được viết bằng hiragana は, chữ này bình thường phát âm là ha, nhưng khi được sử dụng như một trợ từ thì được phát âm là wa. Nó được đặt sau bất cứ thứ gì được đánh dấu là chủ đề. Nếu cái được làm chủ đề mà có が (ga), chỉ tố chủ ngữ, hoặc を ((w)o), chỉ tố tân ngữ trực tiếp, làm trợ từ, thì chúng được thay thế bằng は. Các trợ từ khác (thí dụ: に, と, hoặc で) không được thay thế, và は được đặt sau chúng.

### Ví dụ
Trong ví dụ sau, "xe" (車 kuruma) là chủ ngữ, và nó được đánh dấu làm chủ đề. Chữ が mà bình thường sẽ được dùng để đánh dấu chủ ngữ thì đã được thay thế bằng は. Chủ đề bình thường được để làm phần đầu của câu. 
| 車               | は              | 新しい    | です。                                  |
| Kuruma           | wa              | atarashii | desu.                                   |
| xe               | [chỉ tố chủ đề] | mới       | [thể masu của だ: vị từ liên kết (là)]. |
| Xe thì [là] mới. |                 |           |                                         |

## Tiếng Okinawa: や
Tương tự như Tiếng Nhật bên trên, Tiếng Okinawa, một ngôn ngữ Lưu Cầu liên quan gần gũi với Tiếng Nhật, có chỉ tố chủ đề や ya mang đúng cùng chức năng. Tuy nhiên, nếu chủ đề không phải là một danh từ riêng hoặc kết thúc bằng một nguyên âm dài, thì nó có xu hướng hợp nhất tạo ra các nguyên âm dài như wan ya > wan nee ("Tôi thì").

### Ví dụ
| あんまー                    | や              | ちゅらさん | やいびーん。 |
| anmaa                       | ya              | churasan   | yaibiin.     |
| mẹ                          | [chỉ tố chủ đề] | xinh đẹp   | là.          |
| Mẹ thì [là người] xinh đẹp. |                 |            |              |

## Tiếng Trung Cổ điển (Văn ngôn văn): 者 (Zhě/Giả)
Zhě tương tự như wa của Tiếng Nhật, nhưng được sử dụng lẻ tẻ trong Tiếng Trung Cổ điển và chỉ khi tác giả muốn nhấn mạnh chủ đề đấy. Zhě thường được tỉnh lược, không giống như trong tiếng Nhật thông thường yêu cầu phải có chỉ tố chủ đề. Lưu ý rằng mặc dù Zhě có thể được sử dụng như một hậu tố gắn liền với động từ hoặc tính từ, chuyển đổi động từ hoặc tính từ thành danh từ, như một chỉ tố chủ đề, chức năng ngữ pháp của nó về căn bản khác với hậu tố và do đó không thể được xem là hậu tố.

### Ví dụ
Xét câu "陳勝者，陽城人也" (Chénshèng zhě, yángchéng rén yě/Trần Thắng giả, Dương Thành nhân dã), một câu nổi tiếng từ Sử ký Tư Mã Thiên:
- Dịch theo ý: Trần Thắng là một người Dương Thành.
- Dịch bám sát ngữ pháp: Trần Thắng thì là người Dương Thành.
- Giải thích từng từ: 
  - 陳勝 Chénshèng/Trần Thắng: tên của một thủ lĩnh phiến quân thế kỷ thứ 3 trước Công nguyên.
  - 者 Zhě/Giả: Chỉ tố chủ đề.
  - 陽城 Yángchéng/Dương Thành: tên của một thị trấn.
  - 人 Rén/Nhân: "người".
  - 也 Yě/Dã: "là". (Ye có nghĩa là "là" khi được sử dụng cùng với Zhĕ; trong trường hợp khác thì nó có nghĩa khác).

Lưu ý rằng 者, cũng như câu "Chénshèng zhě, yángchéng rén yě", được phiên âm ở đây theo cách phát âm Quan thoại hiện đại. Người ta không rõ 者 và toàn bộ câu đấy đã được phát âm như thế nào 2.000 năm trước (và cũng không biết nên phiên âm theo đó như thế nào). 
| 陳勝                                                                        | 者              | 陽城           | 人    | 也。 |
| Chénshèng                                                                   | zhě             | yángchéng      | rén   | yě.  |
| Trần Thắng                                                                  | giả             | Dương Thành    | nhân  | dã.  |
| (tên người)                                                                 | [chỉ tố chủ đề] | (tên thị trấn) | người | là.  |
| Trần Thắng là một người Dương Thành. <Trần Thắng thì là người Dương Thành.> |                 |                |       |      |

Lưu ý: Cấu trúc của câu <zhě + yě> này giống với cấu trúc <wa + desu> của Tiếng Nhật hơn là tiếng Trung Quốc hiện đại, trong Tiếng Trung hiện đại các chỉ tố chủ đề đã bị mất hoàn toàn và không còn được sử dụng ở đâu nữa. Như câu sau, 
| 陳勝                             | (是)  | 陽城           | 人。   |
| Chénshèng                        | (shì) | yángchéng      | rén    |
| (tên người)                      | là    | (tên thị trấn) | người. |
| Trần Thắng là người Dương Thành. |       |                |        |

Lưu ý: <shì> có thể được tỉnh lược trong một số trường hợp.

## Tiếng Bengal: টা / গুল
Tương tự như tiếng Nhật, các danh từ tiếng Bengal được một chỉ tố kèm theo sau. Một cụm danh từ chủ cách (vai trò chủ ngữ) trong tiếng Bengal thường được đặt "Ta" "টা" (số ít) hoặc "gulo" "গুল" (số nhiều) kèm theo sau. Để đánh dấu một tân ngữ, "Ta-ke" "টাকে" kèm theo sau một cụm danh từ số ít và "gulo-ke" "গুলকে" kèm theo sau một cụm danh từ số nhiều. Để thể hiện sở hữu cách, "R" / "র" được kèm thêm vào sau danh từ nếu danh từ kết thúc bằng nguyên âm. Nếu từ kết thúc bằng một phụ âm, dạng sở hữu là "Er" "এর".

### Ví dụ
ছাত্রটা ভালো আছে।
Chatro-ta bhalo ache.
Học sinh thì [là] giỏi.
Học sinh đấy giỏi.

## Tiếng Mông Cổ: бол, болбол
Ngôn ngữ Mông Cổ được biết đến là có chỉ tố chủ đề. Một từ phổ biến là "бол" bol (trong văn tự truyền thống: ᠪᠣᠯ), viết tắt của "болбол" bolbol (trong văn tự truyền thống: ᠪᠣᠯᠪᠠᠯ) nhưng có một vài từ khác. Những từ này cũng có sử dụng khác nữa.